# Tercer Milenio (discoteca)
Tercer Milenio (más conocida como El Hueco) es una discoteca ecuatoriana dirigida al público LGBT. Fue creada a finales de la década de 1970 con el nombre de Footloose, con lo que se convirtió en la primera discoteca LGBT de la ciudad de Quito. A lo largo de su historia ha tenido otros nombres, como Bohemios o Evolution.
En la actualidad se ubica en la intersección de las avenidas Ignacio de Veintimilla y 12 de Octubre.

## Historia
Entre 1972 y 1973, cuando la homosexualidad aún era catalogada como delito en Ecuador, un grupo de hombres gais que habían estudiado en el extranjero decidieron empezar a reunirse en Quito. Para ello alquilaron una casa en la calle Bolivia, por lo que con el tiempo pasaron a ser conocidos como las «Chicas Bolivia». Hacia 1977 la popularidad de las reuniones había hecho que el grupo aumentara en número, además de empezar a atraer mujeres lesbianas. Uno de los integrantes decidió abrir una discoteca, para lo que alquiló un garaje ubicado en la calle Baquedano. El establecimiento abrió con el nombre de Footloose, pero pronto pasó a ser conocido como El Hueco debido a su ubicación en un lugar poco transitado del Barrio La Mariscal. Con el pasar de los años la discoteca creció y pasó a ocupar toda la casa a la que pertenecía el garaje original.
Debido a la criminalización de la homosexualidad, durante sus primeros años los administradores de la discoteca eran muy reservados en cuanto a su ubicación y solo permitían el ingreso de personas desconocidas si venían acompañadas de alguien que ya hubiera ingresado antes.
A lo largo de los años, el establecimiento fue blanco constante de redadas de la policía, las mismas que ocasionaban pánico en los presentes por la desesperación de intentar escapar del lugar. Dado que la policía detenía principalmente a mujeres transgénero y en menor medida a hombres gais, en varias ocasiones mujeres lesbianas se enfrentaron contra los uniformados para que el resto de asistentes pudieran escapar rumbo a la Avenida 6 de Diciembre, donde podían mezclarse con los transeúntes. Durante las detenciones, los policías solían abusar de las mujeres trans detenidas, a quienes halaban del cabello y golpeaban. Otra estrategia para evitar la detención era mezclarse entre parejas de hombres y mujeres, para que al entrar la policía solo viera bailando a parejas conformadas por un hombre y una mujer.
A principios de la década de 1990 transcendió el caso del asesinato de un muchacho que habría sido llevado antes del crimen por su atacante a la discoteca y drogado. Producto del hecho la discoteca cerró por un tiempo y al abrir cambió de nombre a Bohemios bar.